# Foster (Nebraska)
Foster – wieś w Stanach Zjednoczonych, w stanie Nebraska, w hrabstwie Pierce.